# Wolodarka
Wolodarka (ukrainisch und russisch Володарка) ist eine Siedlung städtischen Typs in der ukrainischen Oblast Kiew mit 6000 Einwohnern (2019).

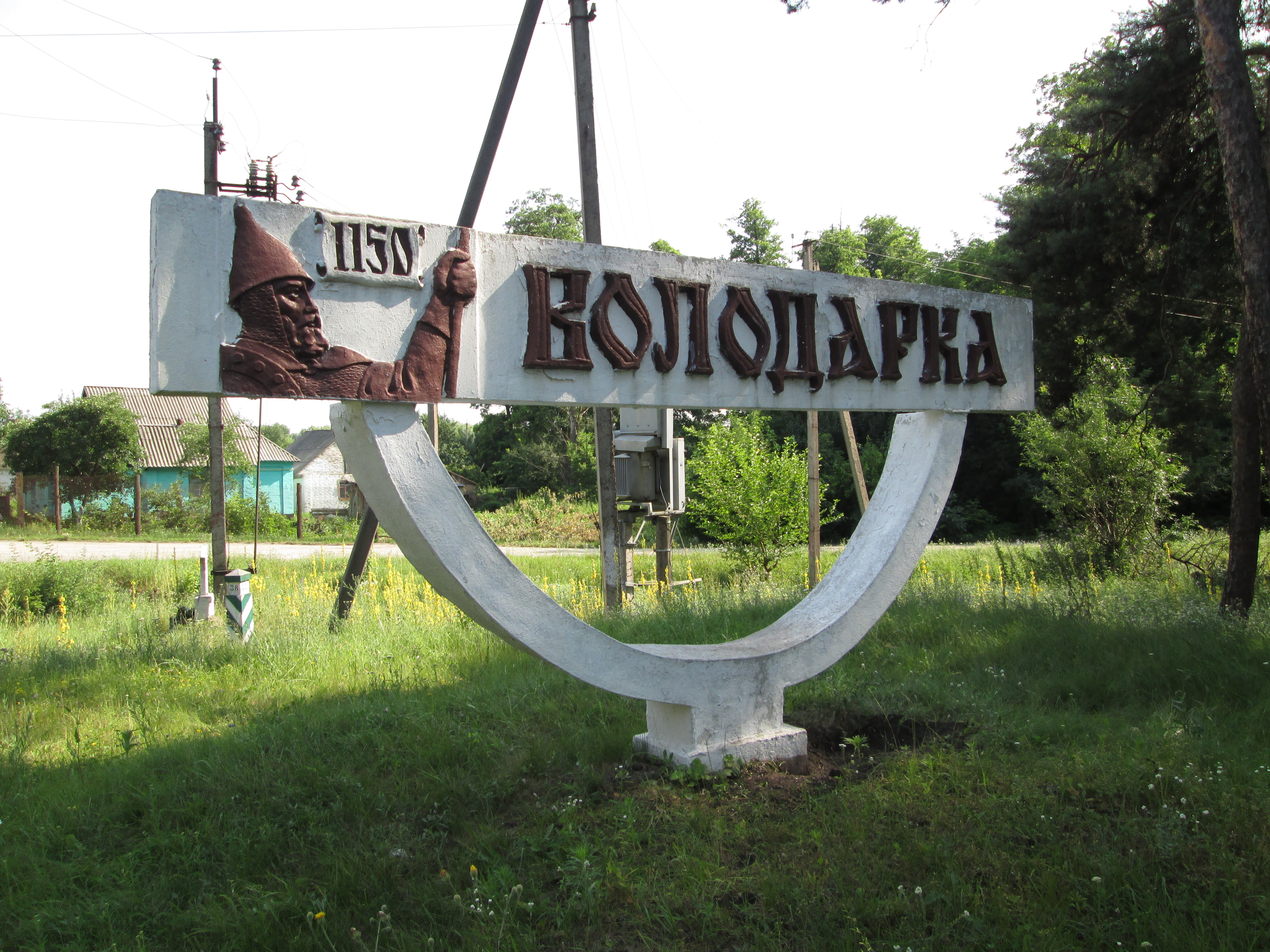
Ortseingangsschild der Siedlung

## Geografie
Die Siedlung liegt am linken Ufer des Ros. Die Hauptstadt Kiew liegt 115 km nordöstlich der Stadt.

## Geschichte
Die Gründung der Siedlung erfolgte im Jahr 1680. Den Status einer Siedlung städtischen Typs erhielt Wolodarka 1960. Bis Juli 2020 war sie der Verwaltungssitz des gleichnamigen Rajons Wolodarka.

## Verwaltungsgliederung
Am 12. Juni 2020 wurde die Siedlung zum Zentrum der neugegründeten Siedlungsgemeinde Wolodarka (Володарська селищна громада/Wolodarska selyschtschna hromada). Zu dieser zählen auch die 32 in der untenstehenden Tabelle aufgelisteten Dörfer sowie die Ansiedlung Wesnjanka, bis dahin bildete sie die gleichnamige Siedlungsratsgemeinde Wolodarka (Володарська селищна рада/Wolodarska selyschtschna rada) im Zentrum des Rajons Wolodarka.
Am 17. Juli 2020 kam es im Zuge einer großen Rajonsreform zum Anschluss des Rajonsgebietes an den Rajon Bila Zerkwa.
Folgende Orte sind neben dem Hauptort Wolodarka Teil der Gemeinde:
| Name                         | Name                    | Name                                                     |
| ukrainisch transkribiert     | ukrainisch              | russisch                                                 |
| ---------------------------- | ----------------------- | -------------------------------------------------------- |
| Beresna                      | Березна                 | Березна                                                  |
| Bilijiwka                    | Біліївка                | Белиевка (Belijewka)                                     |
| Druschba                     | Дружба                  | Дружба                                                   |
| Hajworon                     | Гайворон                | Гайворон (Gaiworon)                                      |
| Horodyschtsche-Kossiwske     | Городище-Косівське      | Городище-Косовское (Gorodischtsche-Kossowskoje)          |
| Horodyschtsche-Pustowariwske | Городище-Пустоварівське | Городище-Пустоваровское (Gorodischtsche-Pustowarowskoje) |
| Kapustynzi                   | Капустинці              | Капустинцы (Kapustinzy)                                  |
| Klenowe                      | Кленове                 | Кленовое (Klenowoje)                                     |
| Korschycha                   | Коржиха                 | Коржиха (Korschicha)                                     |
| Kossiwka                     | Косівка                 | Косовка (Kossowka)                                       |
| Lobatschiw                   | Лобачів                 | Лобачев (Lobatschew)                                     |
| Lohwyn                       | Логвин                  | Логвин (Logwin)                                          |
| Lychatschycha                | Лихачиха                | Лихачиха (Lichatschicha)                                 |
| Marmulijiwka                 | Мармуліївка             | Мармулиевка (Marmulijewka)                               |
| Matwijicha                   | Матвіїха                | Матвеиха (Matweicha)                                     |
| Mychajliwka                  | Михайлівка              | Михайловка (Michailowka)                                 |
| Nadrossiwka                  | Надросівка              | Надросевка (Nadrossewka)                                 |
| Nowe Schyttja                | Нове Життя              | Нове Життя (Nowe Schittja)                               |
| Oschehiwka                   | Ожегівка                | Ожеговка (Oschegowka)                                    |
| Parchomiwka                  | Пархомівка              | Пархомовка (Parchomowka)                                 |
| Petraschiwka                 | Петрашівка              | Петрашёвка (Petraschowka)                                |
| Ratschky                     | Рачки                   | Рачки (Ratschki)                                         |
| Ratusch                      | Ратуш                   | Ратуш                                                    |
| Rohisna                      | Рогізна                 | Рогозна (Rogosna)                                        |
| Rubtschenky                  | Рубченки                | Рубченки (Rubtschenki)                                   |
| Rude Selo                    | Руде Село               | Рудое Село (Rudoje Selo)                                 |
| Sawadiwka                    | Завадівка               | Завадовка (Sawadowka)                                    |
| Schewtschenkowe              | Шевченкове              | Шевченково (Schewtschenkowo)                             |
| Srajky                       | Зрайки                  | Зрайки (Sraiki)                                          |
| Tarhan                       | Тарган                  | Тарган (Targan)                                          |
| Tschepischynzi               | Чепіжинці               | Чепижинцы (Tschepischinzy)                               |
| Wesnjanka                    | Веснянка                | Веснянка                                                 |
| Wolodymyriwka                | Володимирівка           | Владимировка (Wladimirowka)                              |

## Persönlichkeiten
In Wolodarka wurde der ukrainische Unternehmer und Diplomat Serhij Farenyk (* 1960) geboren.